# Bas saxon de Frise orientale
Ne doit pas être confondu avec Frison oriental.
Le bas saxon de Frise orientale (en allemand Ostfriesisch ou Ostfriesisch-Niederdeutsch, autonyme Oostfreesk) est une langue germanique occidentale du groupe germano-néerlandais parlée en Frise orientale. 

## Caractéristiques
Le bas saxon de Frise orientale n'est pas intelligible avec le frison occidental néerlandais, le frison septentrional allemand ou le frison oriental.
Il existe une similarité lexicale de 70 % avec le bas saxon, de 60 à 70 % avec le hollandais et de 20 à 30 % avec l'allemand standard.

## Utilisation
Le bas saxon de Frise orientale est parlé par 200 000 personnes en 2015, principalement en Frise orientale, au nord-ouest de Papenbourg, ainsi que dans les villes d'Oldenbourg et de Wilhelmshaven.
Ses locuteurs sont tous adultes et aucun d'entre eux n'est monolingue, ils parlent aussi l'allemand standard.
Il est également parlé comme langue seconde par certains locuteurs du frison oriental.